# 吳芷婷

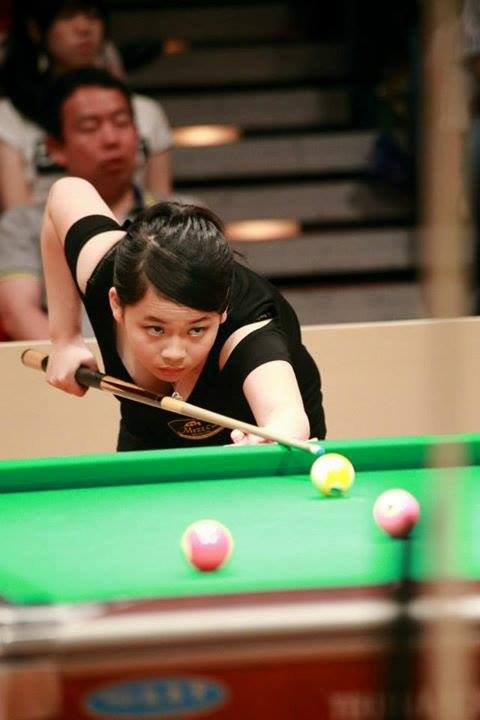
吳芷婷於日本公開賽

吳芷婷（1995年11月18日—）是台灣的女子職業花式撞球選手，曾於比賽中擊敗中國潘曉婷、英國Allison Fisher等世界冠軍，外號「無敵妹」。

## 傳記

### 家庭
1995年出生於新北市板橋區，芷婷的撞球生涯是由她的父親開啟，由於爸爸是撞球愛好者，從小耳濡目染下，對撞球培養出興趣。

### 萌芽時期
國小時就曾參加撞球運動雜誌舉辦的網路撞球友誼賽。

### 國中時期
獨霸台北縣國中組女子個人9號球連續6次冠軍。

### 高中時期
目前就讀於台北市稻江商職三年級。入選2013世界青少年花式撞球錦標賽台灣代表。與蔡佩真、林沅君、譚禾耘等女子好手共同入選世界女子10號球錦標賽-馬尼拉會內賽。
2013年10月，吳芷婷與台灣女子撞球好手「殺手甜心」蔡佩真及「小精靈」郭思廷一同參加 JPBA（日本職業落袋花式撞球連盟）（日語）主辦的日本北陸公開賽（页面存档备份，存于）（日語），包括梶谷景美、河原千尋（页面存档备份，存于）、曾根恭子（页面存档备份，存于）等日本名將均有參賽。賽事中，吳芷婷以七連勝的戰績奪得冠軍，這是台灣女子選手連續第四年奪得北陸公開賽冠軍。
10月5日分組預賽採雙敗淘汰，吳芷婷依序以7:3打敗田口真弓（日本）、7:0打敗田中夕紀子（日本），以7:4勝敗部冠軍元廣麗子（页面存档备份，存于）（日本），進入10月6日的16強單敗淘汰賽。她又分別在16強賽以7:4勝青木繪美（页面存档备份，存于）（日本），8強賽（重新抽籤配對）以7:4勝光岡純子（页面存档备份，存于）（日本），並在四強賽以7:2打敗日本排名第一的河原千尋（页面存档备份，存于），報了2013年日本公開賽（日語）在準決賽落敗的一箭之仇。
決賽中，吳芷婷與同為台灣選手的「小精靈」郭思廷對決，至此已確定冠軍由台灣選手獲得。兩人先戰成 1:1 平手，之後由吳芷婷取得 4:2 的領先，之後郭思廷雖追至 4:4 平手，但吳芷婷又連勝兩局到6:4。雖然郭思廷又追回一局，但在第12局六號球進攻失誤，吳芷婷抓住機會清光檯面，以 7:5 奪得生涯首座國際賽冠軍。

## 比賽成績
- 2009年：98學年度全國中等學校撞球聯賽台北縣選拔賽-個人9號球 -冠軍[13]
- 2009年：98學年度全國中等學校撞球錦標賽台北縣選拔賽-個人9號球-冠軍[13]
- 2009年：98學年度全國中等學校撞球錦標賽國中女子個人9號球- 亞軍[13]
- 2010年：99學年度全國中等學校撞球聯賽台北縣選拔賽-個人9號球 -冠軍
- 2010年：99學年度全國中等學校撞球錦標賽台北縣選拔賽-個人9號球-冠軍
- 2011年：第110站全國女子職業排名賽 - 第三名(季軍)
- 2011年：100年全國中等學校撞球聯賽新北市選拔賽-個人9號球 -冠軍
- 2011年：100學年度全國中等學校撞球錦標賽高女9號球個人賽 -冠軍
- 2012年：101學年度全國中等學校撞球錦標賽高女9號球團體賽 -冠軍
- 2012年：大阪公開賽 - 第九名
- 2012年：北京密雲站國際九球公開賽 - 第九名
- 2013年：安麗益之源盃世界女子花式撞球公開賽 - 第五名[3]
- 2013年：102學年度全國中等學校撞球聯賽高女9號球個人賽 -亞軍[14]
- 2013年：102學年度全國中等學校撞球聯賽高女9號球團體賽 -冠軍
- 2013年：102年第5屆港都盃全國撞球錦標賽高中女子團體賽 -冠軍
- 2013年：日本公開賽 - 季軍[15]
- 2013年：第27屆日本北陸公開賽 - 冠軍[7]
- 2013年：2013年WPA世界青少年花式撞球錦標賽 - 銅牌[16]
- 2014年：第27屆日本公開賽(東京) -冠軍[17]
- 2014年：第47屆全日本錦標賽(俗稱大阪公開賽) -冠軍[18]
- 2017年8月25日~8月29日世大運女子撞球9號球單打賽季軍， 獲得銅牌。和贈送銅色絲帶熊讚玩偶一隻。

## 外號
無敵妹，因為她的鬥志無敵。